# Pablo Emanuel López
Pablo Emanuel López (Ciudad de Salta, 20 de octubre de 1998) es un docente, político y escritor argentino. Fue concejal de la Ciudad de Salta hasta el 1 de agosto de 2025, cuando el Concejo Deliberante de Salta votó su expulsión.

## Biografía
López nació el 20 de octubre de 1998 en Salta, hijo de Raúl López y Mónica Delgado, ambos docentes. La primaria la realizó en la escuela Mariano Cabezón y el secundario en el Colegio Raúl Scalabrini Ortiz.

### Carrera política
En 2016 inicia sus aspiraciones políticas siendo candidato a presidente del centro de estudiantes de su colegio secundario. También en ese año es elegido por un instituto nacional como Parlamentario de Salta en el Tercer Parlamento Federal Juvenil de Jóvenes.  López fue el encargado de abrir la intervención siendo el miembro informante del grupo.
En 2018 es elegido por sus compañeros de militancia como Presidente de Jóvenes PRO de la Provincia de Salta, siendo acompañado por dos vicepresidentes y una secretaria general sucediendo a la hija de la diputada provincial Gladys Moisés, Milagros Martínez Moisés.
En el año 2019 se presenta como candidato a concejal por la ciudad de Salta en quinto término en la lista del PRO encabezada por José Gauffin y secundada por Rosa Herrera. Los resultados obtenidos en las elecciones generales solo le permitieron al espacio la obtención de dos bancas por lo que López no ingresó al Concejo. Con la asunción de Gauffin como concejal López fue nombrado como su asesor político. Realizó en la Universidad Católica de Salta el estudio de Técnica Legislativa.
En el año 2021 el PRO constituyó el frente Juntos por el Cambio+ con los partidos Unión Cívica Radical y Ahora Patria para las elecciones provinciales y Pablo López firmó como el quinto candidato a concejal por detrás de José Gauffin, Agustina Álvarez, Eduardo Virgili y Emilia Orozco. La lista 430 encabezada por Gauffin fue la más elegida por los ciudadanos de Salta con un total de 33.425 votos y eso significó la obtención de cinco bancas para el espacio por lo tanto Pablo Emanuel López resultó electo como concejal de la ciudad.
Juró como edil el 3 de diciembre de 2021 En febrero de 2022 fue elegido como Presidente de la Comisión de Cultura, Educación y Prensa.  López además destacó en el concejo al enfrentar al senador Emiliano Durand que había regalado tabletas del estado en un acto proselitista, al cruzarse con su par Kripper tras defender al gobernador Sáenz por la falta de agua en la ciudad y al criticar la no convocatoria de los diputados para tratar la reforma de los mandatos de los concejales.
En 2022 representó a la Argentina en un congreso sobre participación política y liderazgo juvenil realizado en Mérida, México. López fue seleccionado entre más de 250 jóvenes por la Fundación Konrad Adenauer.
En las Elecciones Provinciales de Salta de 2023 López buscó la reelección como concejal una vez más en el quinto término dentro de las filas de Juntos por el Cambio que llevaba como candidato a gobernador a Miguel Nanni. Los resultados del 14 de mayo fueron lo suficientemente buenos como para que López y cinco concejales más del espacio ingresasen al Concejo Deliberante, tres de ellos con mandato de cuatro años tras la modificación de la constitución provincial y otros tres, entre ellos López, con mandato de dos años hasta 2025 siendo los últimos concejales de la provincia en tener mandato de dos años.
Durante su segundo mandato fue desplazado de la presidencia de la Comisión de Cultura, Educación y Prensa por su cercanía al gobierno de Javier Milei. En abril de 2024 confirmó su pase al partido La Libertad Avanza conformado en la provincia de Salta, siendo invitado por la diputada nacional María Emilia Orozco y armó el bloque de la Libertad Avanza en el Concejo Deliberante de la Ciudad de Salta.
El 17 de julio de 2025, Pablo Emanuel López, concejal de La Libertad Avanza en la Ciudad de Salta, fue denunciado penalmente por su exnovia, la convencional municipal Estela Mendez, de su mismo espacio político por presunta extorsión sexual y retención de salario. La denuncia se basó en un audio filtrado en el que el edil habría condicionado el cobro del sueldo de la denunciante a la realización de actos sexuales. El caso generó una fuerte repercusión a nivel provincial y nacional, provocando el pedido de renuncia por parte de dirigentes de su propio espacio político
El 17 de julio de 2025 renunció a su banca luego de un escándalo de extorsión sexual pero el concejo deliberante no se la aceptó, siendo expulsado el día 1 de agosto de 2025.

### Vida Artística
López inició a escribir desde muy joven y su primer premio lo consiguió en el año 2019 cuando su cuento "Vida de Perro" fue premiado en el concurso "La Casa de Castilla., presentó su primer libro: "Vida de Perro" una antología de cuentos que giraban en torno a las mascotas. "La tía Casandra" en donde establece una relación intertextual con "El aquelarre" de Goya.
En el año 2021 público "La vida en tiempos de pandemia" y la antología de cuentos variados "Cuentos Pasajeros" que recopilaba todos los cuentos escritos por López durante su adolescencia. En dicho año también fue seleccionado por Juana Manuela Editorial para integrar la antología "Hacedores de la Patria Grande" en donde López escribió sobre el general Martín Miguel de Güemes y su herida de muerte.
Durante el año 2022, publicó "El aeropuerto" una obra de teatro inspirada en el teatro grotesco de Gonzalo Villanueva fundador del estudio teatral rioplatense. Luego pasó al género juvenil escribiendo Un mundo de Pulgas. Por último publicó "Viaje por el sistema solar", la primera parte de una historia de ciencia ficción donde en un futuro distópico un grupo de astronautas debe recorrer el sistema solar en búsqueda de un planeta colonizable.
En 2023 junto al periodista Adrián Pachi inició un programa radial y televisivo llamado "Leyendo Salta" donde hablaban de literatura y política.

## Obras publicadas y distinciones
- Primer premio (Concurso La Casa de Castilla, 2019)
- Mención (La vida en tiempos de pandemia, 2021)
- Mención (Hacedores de la Patria Grande, 2021)
- Vida de Perro (2019 - ISBN 978-987-8345-34-5)
- Lo que la pandemia se llevó (2021 - ISBN 978-987-8345-59-8)
- Cuentos Pasajeros (2021 - ISBN 978-987-88-0166-7)
- Hacedores de la Patria Grande (2021 - ISBN 978-987-8345-60-4)
- El aeropuerto (2022 - ISBN 978-987-88-5240-9)
- Un mundo de pulgas (2022 - ISBN 978-987-88-5077-1)
- Viaje por el sistema solar (2022 - ISBN 978-987-8345-97-0)